# Махов Єлисей Юрійович
Ма́хов Єлисе́й Ю́рійович — лейтенант, Державна прикордонна служба України, зв'язківець, учасник російсько-української війни.

## Життєпис
Випускник Київського військового ліцею імені Івана Богуна.
Випускник військового інституту Київського національного університету імені Тараса Шевченка.
Заступник начальника 1-ї мобільної прикордонної застави — із персоналу Херсонського прикордонного загону. 4 вересня перебував на черговому патрулюванні в Луганській області, коли прикордонники помітили колону російської техніки з танком та зенітною установкою. Махов першим відкрив вогонь та знищив ворожу техніку.

## Нагороди
29 вересня 2014 року — за особисту мужність і героїзм, виявлені у захисті державного суверенітету та територіальної цілісності України, вірність військовій присязі під час російсько-української війни, відзначений — нагороджений орденом «За мужність» III ступеня.